# Olympische Sommerspiele 1948/Teilnehmer (Pakistan)
| Gelbes Symbol für Goldmedaillen mit stilisierten Olympischen Ringen | Graues Symbol für Silbermedaillen mit stilisierten Olympischen Ringen | Braundes Symbol für Bronzemedaillen mit stilisierten Olympischen Ringen |
| ------------------------------------------------------------------- | --------------------------------------------------------------------- | ----------------------------------------------------------------------- |
| —                                                                   | —                                                                     | —                                                                       |

Pakistan nahm an den Olympischen Spielen 1948 in London teil. Es war die 1. Teilnahme Pakistans an Olympischen Sommerspielen. Pakistan schickte 35 Athleten nach London.

## Teilnehmer nach Sportarten

### Boxen
Federgewicht
- Sidney Greave, 17. Platz

Weltergewicht
- Anwar Pasha Turki, 17. Platz

Bantamgewicht
- Allan Monteiro, 17. Platz

### Gewichtheben
Männer Mittelgewicht
- Muhammad Iqbal Butt 22. Platz

Männer Schwergewicht
- Muhammad Naqi Butt 15. Platz

### Hockey
Platzierung: 4. Platz
Kader:
- Khawaja Muhammad Taqi
- Remat Ullah Sheikh
- Shazada Muhammad Shah-Rukh
- Syed Muhammad Salim
- Aziz-ur Rehman
- Aziz Malik
- Muhammad Khurram
- Muhammad Niaz Khan
- Abdul Qayyum Khan
- Abdul Ghafoor Khan
- Mahmood-ul Hassan
- Abdul Hamid
- Ali Dara
- Milton D’Mello
- Hamidullah Burki
- Mukhtar Bhatti
- Anwar Baig
- Masood Ahmed
- Abdul Razzaq

### Leichtathletik
Männer Diskuswurf
- Ahmed Zahur Khan 1. Runde,  26. Platz
- Nazar Muhammad Khan Malik, 1. Runde, 26. Platz

Männer 400 m Hürden
- Mohsin Nazar Khan 1. Runde,  26. Platz

Männer 110 m Hürden
- Mazar Ul-Haq Khan 1. Runde, 4. Platz

Männer 100 m
- Sharif Butt 1. Runde, 4. Platz

### Radsport
Männer Straßenrennen
- Wazir Ali, ausgeschieden

Männer Sprint
- Muhammad Naqi Mallick  1. Runde

Männer Zeitfahren
- Wazir Ali, 20.

### Schwimmen
Männer 4 × 200 m Freistil
- Jaffar Ali Shah 1. Runde, 6. Platz
- Iftikhar Ahmed Shah 1. Runde, 6. Platz

Männer 400 m Freistil
- Sultan Karim Ali 1. Runde, 7. Platz
- Anwar Aziz Chaudhry 1. Runde, 7. Platz